# Agoranomo
L'agoranomo (in greco antico: ἀγορανόμος?, agoranómos, "impiegato del mercato") era, nella maggior parte degli stati greci, un magistrato i cui doveri erano simili a quelli degli edili romani (gli scrittori greci infatti, chiamavano gli edili agoranomi). Sotto l'impero romano gli agoranomi furono chiamati logisti (o, in latino, "curatores reipublicae"),  godettero di grandi onori e il loro ufficio venne considerato come uno dei più onorati ed importanti tra quelli degli stati greci. Molte iscrizioni antiche parlano di agoranomi premiati con corone.

## Funzioni
Gli agoranomi esistevano in gran parte degli stati greci, comprese  Sparta e Atene, come provano numerose iscrizioni.

### A Sparta
Il poco che si sa riguardo agli agoranomi spartani è dovuto in massima parte alle iscrizioni. Questi agoranomi formavano un collegio (in greco antico:  συναρχία?) e avevano un capo (in greco antico:  πρέσβυς?).
Al tempo dei Romani entrarono nel collegio degli empelori (in greco antico: ἐμπέλωροι?).

### Ad Atene
I dieci agoranomi ateniesi, uno per tribù, erano magistrati regolari all'epoca della democrazia.
Erano 5 per la città e 5 per il Pireo; la dizione di Arpocrazione che parla di 20 agoranomi, 15 per la città e 5 per il Pireo, è falsa.
I doveri degli agoranomi assomigliavano per alcuni aspetti a quelli degli astinomi.
Il dovere principale degli agoranomi era ispezionare il mercato, cioè l'agorà, e controllare che tutte le leggi fossero rispettate. Avevano il controllo di tutte le cose che erano vendute al mercato, ad eccezione del grano, che era invece soggetto a giurisdizione dei sitophylakes.
Gli agoranomi dovevano soprattutto sovraintendere alla vendita dei prodotti al dettaglio (in greco antico: καπηλεία?); la vendita dei prodotti all'ingrosso in gran parte non avveniva al mercato ed era sotto la giurisdizione degli epimeleti τοῦ ἐμπορίου. Gli agoranomi regolavano il prezzo e la quantità delle cose che venivano portate al mercato e punivano quelli che imbrogliavano sui pesi e sulle misure. In generale gli agoranomi avevano il potere di punire tutto ciò che non era conforme alle leggi o alle regole inerenti al mercato e lo facevano imponendo una piccola multa (in greco antico: ἐπιβολὴ?) ai cittadini.
Il fatto che avessero anche l'ulteriore potere di castigare personalmente stranieri e schiavi e di usare delle fruste è dubbio, dato che gli altri corpi di polizia ad Atene non avevano tali prerogative. L'unica prova per queste affermazioni sono gli scoliasti e i grammatici.
Gli agoranomi provvedevano ai templi e alle fontane del mercato e ricevevano la tassa che gli stranieri e i forestieri erano obbligati a pagare per il privilegio di esporre i propri prodotti in vendita al mercato (in greco antico: ξενικὸν τέλος?).
Gli agoranomi avevano il controllo delle prostitute pubbliche, come succedeva a Corinto, e fissavano il dovere di licenza (in greco antico: πορνικὸν τέλος?) che esse pagavano allo stato; è inverosimile che, come afferma la Suda , che gli agoranomi fissassero i compensi che queste prostitute dovevano ricevere dai loro clienti.